# Kwiaty jadalne
Kwiaty jadalne – kwiaty, które można bezpiecznie spożywać. Stanowią zarówno konwencjonalny, jak i funkcjonalny składnik żywności, bywają też używane jako przyprawa i źródło barwników spożywczych. Kwiaty mogą być spożywane jako główna część posiłku lub jako dodatek. Mogą być spożywane świeże lub suszone, w postaci kandyzowanej, krystalizowanej, marynowanej lub gotowanej. Służą do przyrządzania herbat, syropów, nalewek, win, zup, deserów, sałatek i różnych potraw. Spożywane są kwiaty setek gatunków należących do bardzo licznych rodzin okrytonasiennych.

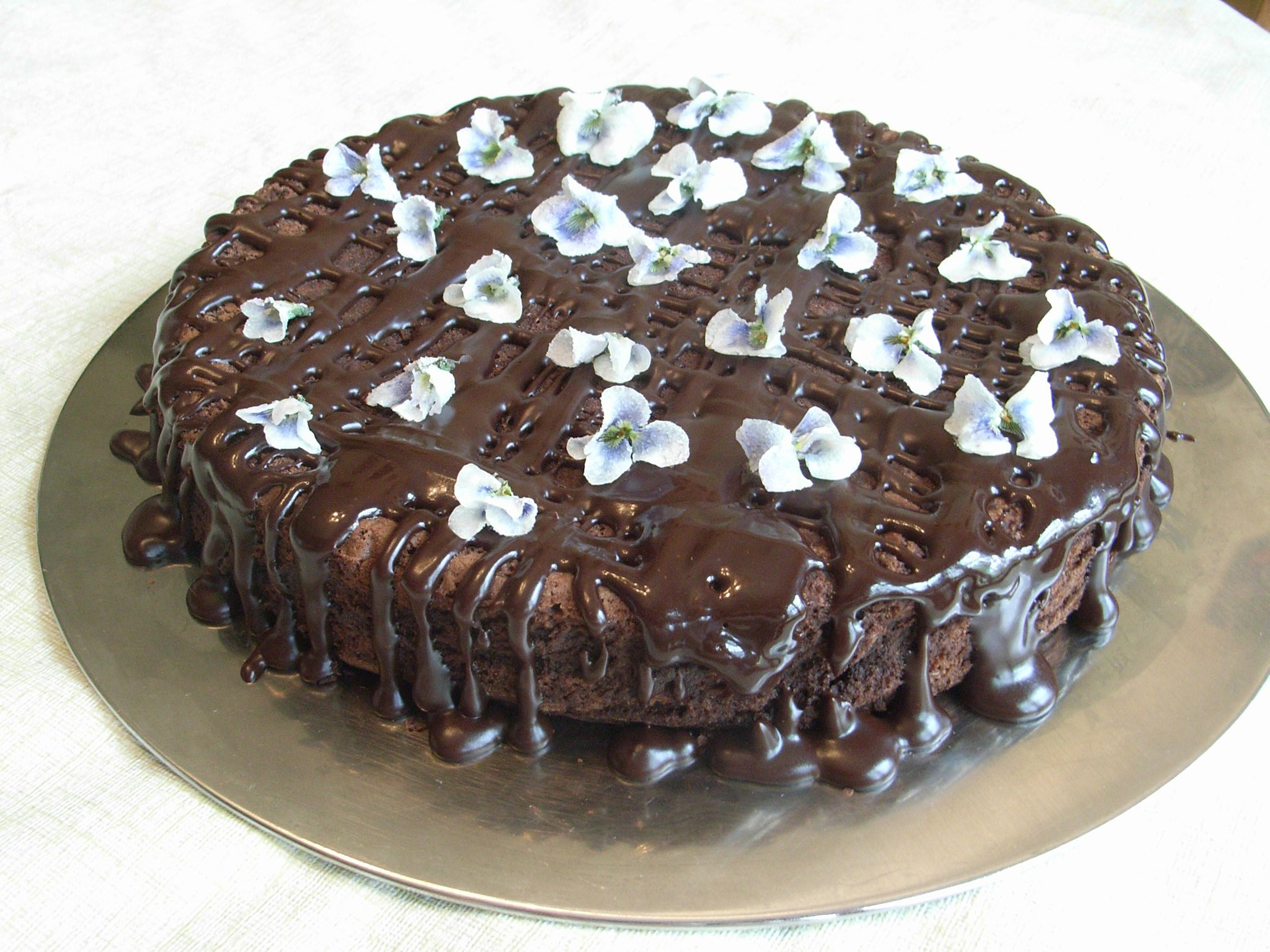
Ciasto ozdobione kandyzowanymi fiołkami

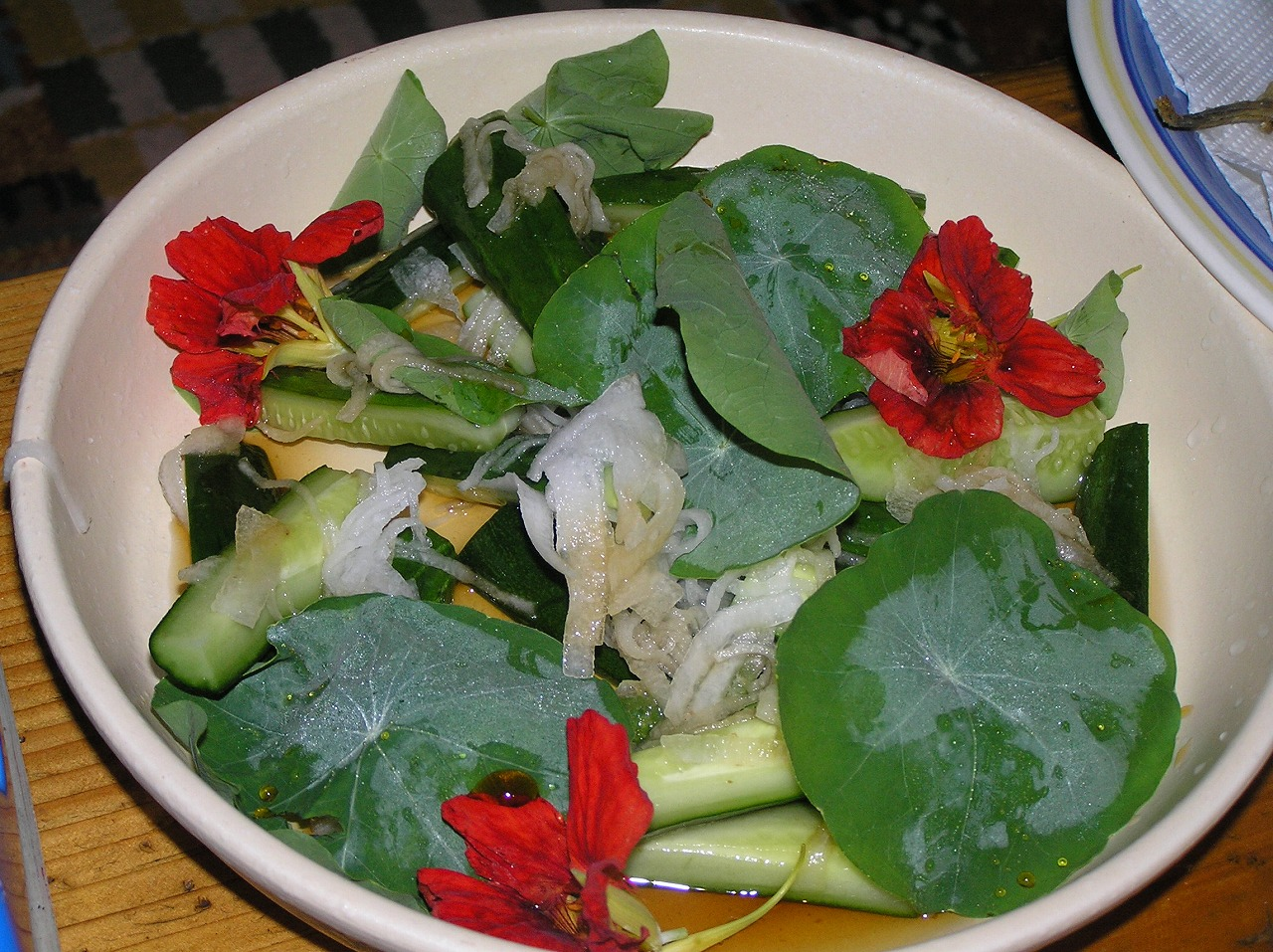
Sałatka z kwiatami i liśćmi nasturcji

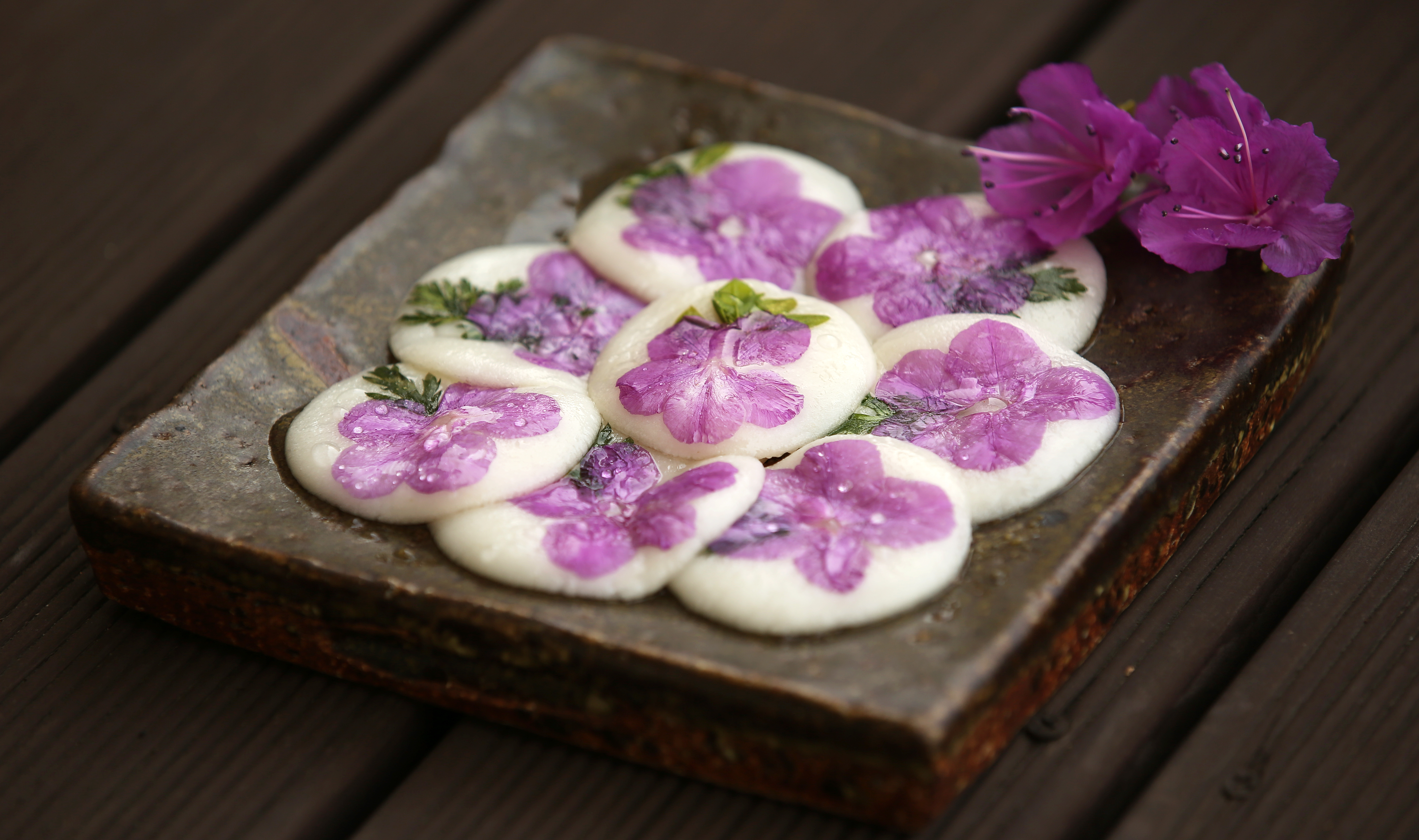
Koreańskie ciastka ryżowe ozdobione kwiatami różanecznika

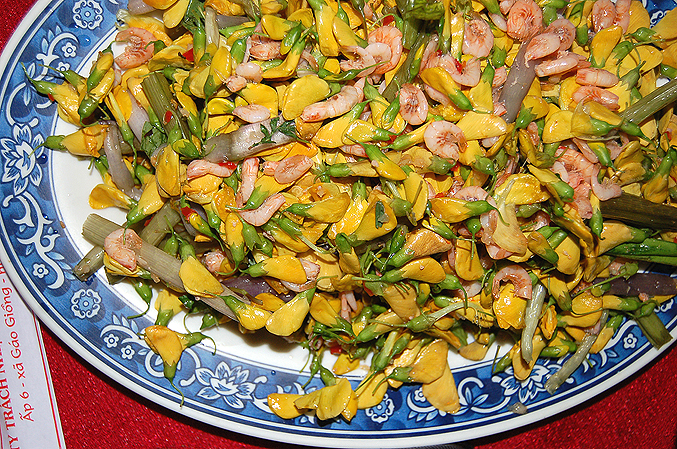
Wietnamskie danie z kwiatami Sesbania bispinosa

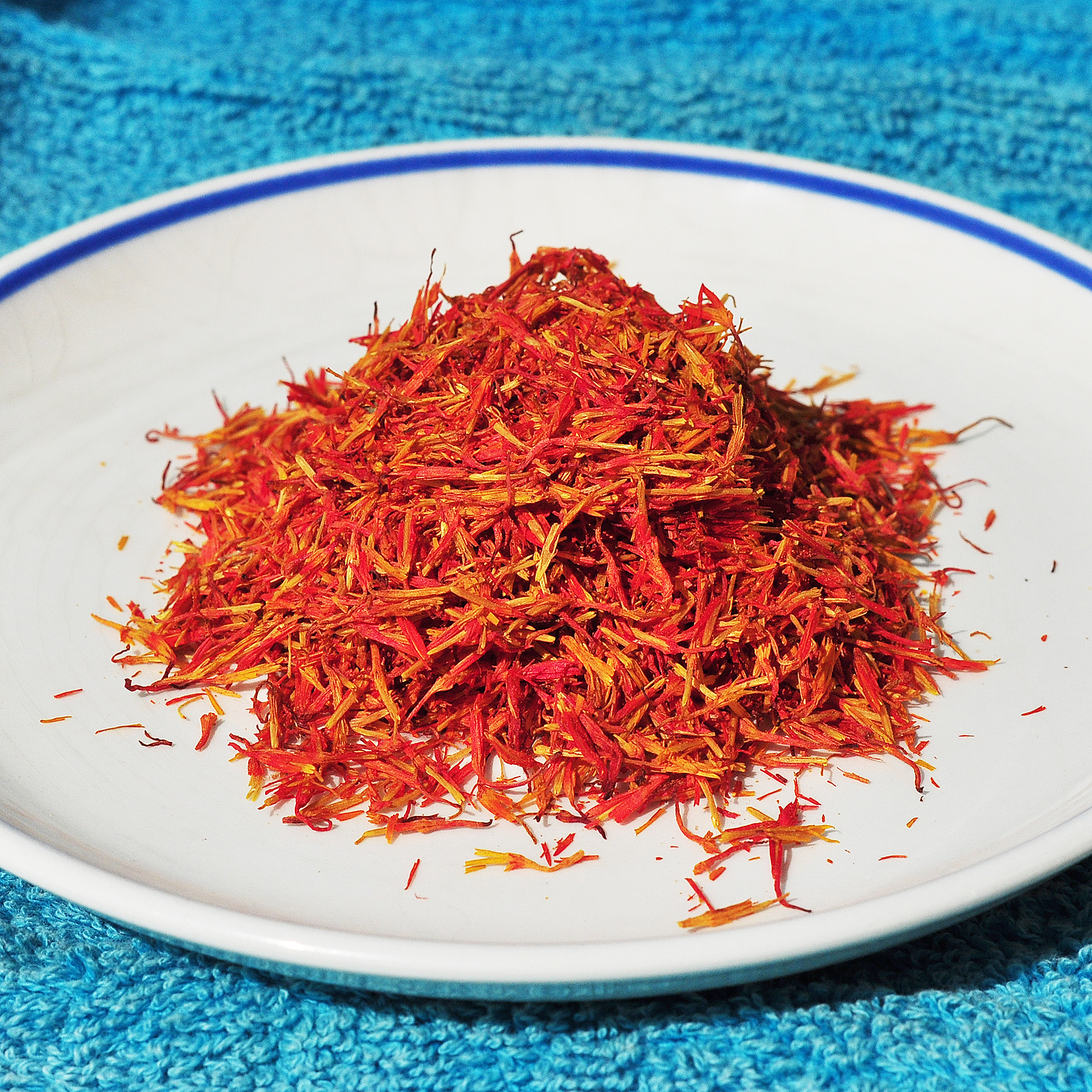
Szafran imeretyński (wysuszone płatki aksamitki rozpierzchłej)

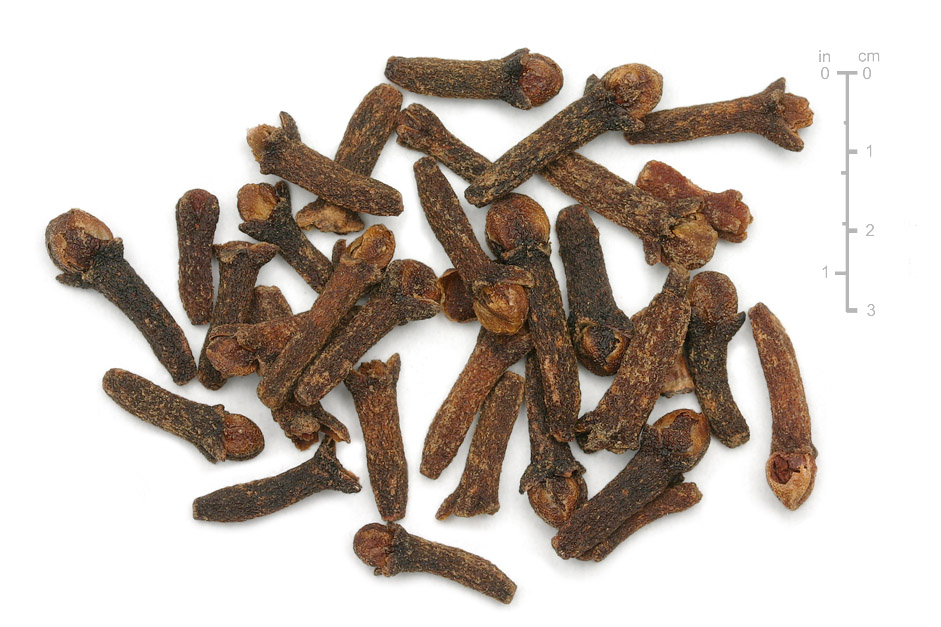
Goździki (nierozkwitłe, wysuszone pąki kwiatowe drzewa goździkowego)

## Zastosowanie kulinarne
Popularnie spożywanymi kwiatami jako warzywo są pąki skupione w mięsiste kwiatostany kalafiora (Brassica oleracea var. botrytis). 
Jadalne kwiaty są używane w sztuce kulinarnej do smaku i dekoracji od setek lat. W starożytnym Rzymie używano kwiatów fiołków i róż w potrawach, a do sosów stosowano lawendę. W średniowiecznej Francji kwiaty nagietka (Calendula offcinalis) stosowano jako składnik sałatki.
Dzięki swojemu wyglądowi, kolorom, smakowi jadalne kwiaty zyskały popularność jako składnik kulinarnego świata. Dodaje się je do żywności, aby zapewnić smak, aromat oraz w celach dekoracyjnych. Mogą być spożywane jako część dania głównego, składnik sałatek lub jako dodatek. Kwiaty mogą być smażone w cieście (jak np. kwiaty dyni). Jadalne kwiaty można kandyzować, zamrozić w kostkach lodu i dodać do napojów, wykorzystać do galaretek i konfitur, są też używane do produkcji herbat lub win, a mielone są dodawane past serowych, masła ziołowego, naleśników i wafli. Kwiaty mogą być wykorzystywane do przygotowania octu, marynat czy sosów do sałatek.
Kwiaty są również spożywane w związku z ich wartościami odżywczymi. Przykładem gatunku rośliny o kwiatach o dużej wartości odżywczej jest mniszek pospolity, którego kwiaty zawierają duże ilości polifenoli i przeciwutleniaczy, jak również mają właściwości przeciwzapalne.
Wiele kwiatów, w istocie rzeczy jadalnych, może mieć niezbyt atrakcyjny smak. Kwiaty, żeby miały jak najlepszy smak, powinny być świeże. Zwiędłe kwiaty oraz nieotwarte pąki wielu gatunków mogą być niesmaczne, często gorzkie. Wiele kwiatów można jeść w całości, ale niektóre mają gorzkie części, takie jak pręciki czy szypułki.
Produktami spożywczymi są kwiaty w całości lub ich części (np. szafran czy goździki), rozwinięte lub w postaci pąków (np. w przypadku brokułów, kalafiora, karczochów i kaparów).

## Zagrożenia
Trzeba pamiętać, że nie wszystkie kwiaty są jadalne. Niektóre mogą mieć nieprzyjemny smak, inne mogą być nawet trujące.
Niektóre kwiaty można bezpiecznie jeść tylko w niewielkich ilościach. Kwiaty jabłoni (Malus spp.) zawierają prekursory cyjanków, a fiołek trójbarwny (Viola tricolor) zawiera saponiny. Kwiaty ogórecznika lekarskiego (Borago officinalis) i liliowca (Hemerocallis spp.) są środkami moczopędnymi. Aksamitki (Tagetes spp.) mogą być szkodliwe w dużych ilościach.
Toksyczne kwiaty można łatwo pomylić z jadalnymi odmianami, w dodatku gatunki jadalne i niejadalne mogą mieć takie same nazwy zwyczajowe. Co gorsza, nawet nietoksyczne rośliny mogą powodować poważne alergie u niektórych osób.
Kwiaty przeznaczone do spożycia przez ludzi muszą być uprawiane bez użycia pestycydów. Materiał roślinny pochodzący z komercyjnych kwiaciarni, centrów ogrodniczych i szkółek często nie jest wolny od pestycydów i dlatego nie nadaje się do spożycia.

## Kwiaty jadalne
Poniższa tabela przedstawia zestawienie z przykładami gatunków roślin o jadalnych kwiatach (przy czym inne niż kwiaty części tych roślin mogą być niejadalne, a nawet trujące; ponadto same kwiaty przed spożyciem mogą wymagać odpowiedniej obróbki):
| Zdjęcie | Nazwa                    | Nazwa łacińska                 | Uwagi |
| ------- | ------------------------ | ------------------------------ | --- |
|         | Akka Sellowa             | Acca sellowiana                | |
|         | Aksamitka rozpierzchła   | Tagetes patula                 | nie należy spożywać w dużych ilościach                                                                                     |
|         | Aksamitka wąskolistna    | Tagetes tenuifolia             | nie należy spożywać w dużych ilościach                                                                                     |
|         | Bazylia pospolita        | Ocimum basilicum               | |
|         | Brokuł                   | Brassica oleracea var. italica | |
|         | Chaber bławatek          | Centaurea cyanus               | jadalne płatki, kielich gorzki                                                                                             |
|         | Cykoria podróżnik        | Cichorium intybus              | |
|         | Cytryna zwyczajna        | Citrus limon                   | |
|         | Czosnek pospolity        | Allium sativum                 | |
|         | Cząber górski            | Satureja montana               | |
|         | Dynia zwyczajna          | Cucurbita pepo                 | |
|         | Fasola wielokwiatowa     | Phaseolus coccineus            | |
|         | Fasola zwykła            | Phaseolus vulgaris             | |
|         | Fiołek ogrodowy (bratek) | Viola ×wittrockiana            | |
|         | Fiołek trójbarwny        | Viola tricolor                 | zawiera saponiny, może być toksyczny w dużych ilościach                                                                    |
|         | Fiołek wonny             | Viola odorata                  | |
|         | Goździk                  | Dianthus spp.                  | |
|         | Gwiazdnica pospolita     | Stellaria media                | |
|         | Hyzop lekarski           | Hyssopus officinalis           | |
|         | Jabłoń                   | Malus spp.                     | należy spożywać umiarkowane ilości – zawierają prekursory cyjanków                                                         |
|         | Kalafior                 | Brassica oleracea var.botrytis | |
|         | Karczoch zwyczajny       | Cynara scolymus                | |
|         | Ketmia róża chińska      | Hibiscus rosa-sinensis         | |
|         | Koniczyna łąkowa         | Trifolium pratense             | |
|         | Koper ogrodowy           | Anethum graveolens             | |
|         | Koper włoski             | Foeniculum vulgare             | |
|         | Lawenda                  | Lavandula spp.                 | |
|         | Lebiodka majeranek       | Origanum majorana              | |
|         | Lilak pospolity          | Syringa vulgaris               | |
|         | Lubczyk ogrodowy         | Levisticum officinale          | |
|         | Macierzanka tymianek     | Thymus vulgaris                | |
|         | Malwa różowa             | Alcea rosea                    | |
|         | Mniszek pospolity        | Taraxacum officinale           | dojrzałe kwiaty stają się gorzkie                                                                                          |
|         | Nagietek lekarski        | Calendula officinalis          | |
|         | Nasturcja większa        | Tropaeolum majus               | |
|         | Ogórecznik lekarski      | Borago officinalis             | |
|         | Piwonia drzewiasta       | Paeonia suffruticosa           | |
|         | Piżmian jadalny          | Abelmoschus esculentus         | |
|         | Pomarańcza chińska       | Citrus sinensis                | |
|         | Pysznogłówka szkarłatna  | Monarda didyma                 | |
|         | Robinia akacjowa         | Robinia pseudoacacia           | |
|         | Rokietta siewna          | Eruca vesicaria                | |
|         | Rozmaryn lekarski        | Rosmarinus officinalis         | |
|         | Róża dzika               | Rosa canina                    | |
|         | Róża pomarszczona        | Rosa rugosa                    | |
|         | Rumian rzymski           | Chamaemelum nobile             | |
|         | Rzodkiew zwyczajna       | Raphanus sativus               | |
|         | Słonecznik zwyczajny     | Helianthus annuus              | najlepiej spożywać na etapie pąka, płatki otwartych kwiatów mają gorzko-słodki smak, pyłek może wywołać reakcję alergiczną |
|         | Stokrotka pospolita      | Bellis perennis                | |
|         | Szałwia lekarska         | Salvia officinalis             | |
|         | Szałwia muszkatołowa     | Salvia sclarea                 | |
|         | Szczypiorek              | Allium schoenoprasum           | |
|         | Trybula ogrodowa         | Anthriscus cerefolium          | |
|         | Turi wielkokwiatowe      | Sesbania grandiflora           | |
|         | Wyżlin większy           | Antirrhinum majus              | |
|         | Złocień wieńcowy         | Glebionis coronaria            | |